# Juan Dixon
Juan Dixon (Baltimore, 9 de outubro de 1978) é um ex-jogador norte-americano de basquete profissional que atuou na  National Basketball Association (NBA). Foi o número 17 do Draft de 2002.